# Philip Schuster (Handballspieler)
Philip Schuster (* 3. Februar 1995) ist ein ehemaliger österreichischer Handballspieler.

## Karriere
Der 1,79 Meter große Rückraumspieler begann beim Vöslauer HC Handball zu spielen. Bereits in der Saison 2012 wurde eine bestehende Förderlizenz beendet und Schuster lief nur noch für Mannschaften West Wiens auf. In der Saison 2013/14 lief er zum ersten Mal in der Handball Liga Austria für die SG Handball West Wien auf. Mit Start der Saison 2014/15 wurde er wieder von seinem Jugendverein engagiert, der in die Handball Bundesliga Austria aufgestiegen war. Er war mittels Förderlizenz jedoch auch weiterhin berechtigt für die SG Handball West Wien aufzulaufen. In der Saison 2015/16, 2016/17 und 2017/18 lief der Rückraumspieler wieder ausschließlich für seinen Jugendverein auf. Ab der Saison 2018/19 wurde der Rechtshänder wieder von der SG Handball West Wien verpflichtet. 2020 wechselte Schuster zurück zu seinem Jugendverein. Nach der Saison 2023/24 beendete Schuster seine aktive Karriere.
Weiter nahm Philip Schuster mit dem Jugendnationalteam des Jahrgangs 1994 und jünger zweimal an einer Jugendeuropameisterschaft teil und konnte jeweils den 6. Platz erreichen. Zur Vorbereitung auf die Heim-Jugend-EM 2014 nahm das Team 94, wie es in Österreich genannt wurde, am Spielbetrieb der HLA teil.

## HLA-Bilanz
| Saison    | Verein                | Spielklasse | Tore | 7-Meter    | Feldtore |
| --------- | --------------------- | ----------- | ---- | ---------- | -------- |
| 2013/14   | SG Handball West Wien | HLA         | 1    | 0/0        | 1        |
| 2014/15   | SG Handball West Wien | HLA         | 1    | 0/1        | 1        |
| 2018/19   | SG Handball West Wien | HLA         | 20   | 1/1        | 19       |
| 2013–2019 | gesamt                | HLA         | 22   | 1/2 (50 %) | 21       |